# Țarivka, Novoaidar
Țarivka (în ucraineană Царівка) este un sat în comuna Bahmutivka din raionul Novoaidar, regiunea Luhansk, Ucraina.

## Demografie
Componența lingvistică a localității Țarivka
     Ucraineană (67,99%)
     Rusă (31,75%)
     Alte limbi (0,26%)
Conform recensământului din 2001, majoritatea populației localității Țarivka era vorbitoare de ucraineană (67,99%), existând în minoritate și vorbitori de rusă (31,75%).